# Richard Voyles Burks
Richard Voyles Burks (geboren 20. Oktober 1913 in Duluth (Minnesota); gestorben 16. Oktober 1997 in Upper Arlington, Ohio) war ein US-amerikanischer Osteuropahistoriker.

## Leben
Richard Voyles Burks war ein Sohn des Walter Demoree Burks und der Cora Belle Voyles. Er hatte zwei Brüder, darunter den Computer-Pionier Arthur Walter Burks (1915–2008), und eine Schwester. 
Burks studierte Geschichte und wurde 1937 an der University of Chicago mit einer Dissertation zur rumänischen Geschichte promoviert. Er spezialisierte sich auf die neuere und neueste osteuropäische Geschichte und schrieb in der Zeit des Kalten Kriegs  eine Vielzahl an Analysen über die europäischen Ostblockländer und die Entwicklung des Kommunismus. Burks wies dabei als einer der Ersten auf die Rolle von nationalen Minderheiten in den Strukturen der kommunistischen Parteien dieser Region hin.

## Schriften (Auswahl)
- The diplomacy of the Romanian war for independence (1875–1878). 1937
- Some elements of East European history. 1961
- Dynamics of Communism in Eastern Europe. Princeton University Press, 1961
  - Die Dynamik des Kommunismus in Osteuropa. Übersetzung Ludwig Auerbach. Hannover : Dietz, 1969
- The removal of Rankovic; an early interpretation of the July Yugoslav Party plenum. 1966
- (Hrsg.): The Future of Communism in Europe. Detroit : Wayne State University, 1968
- The decline of communism in Czechoslovakia. 1968
- The national problem and the future of Yugoslavia. 1969
- Technological innovation and political change in communist Eastern Europe. 1969